# Anna Stecksén
Anna Magdalena Stecksén, född 27 maj 1870 i Adolf Fredriks församling i Stockholm, död 15 oktober 1904 i Södertälje, var en svensk läkare och patolog. Hon var också Sveriges första kvinnliga medicine doktor.

## Biografi
Anna Stecksén var dotter till Johan Olof Billdau Stecksén och Magdalena Christina Hjertman samt sondotter till Jonas Stecksén.
Anna Stecksén avlade mediko-filosofisk examen vid Uppsala universitet 1890 och inskrevs som studerande vid Karolinska institutet samma år. Hon blev medicine kandidat 1893 och medicine licentiat 1897.
Anna Stecksén specialiserade sig på patologi och studerade ämnet i Tübingen och Paris 1898–1899. Hon disputerade 1900 med en avhandling som sökte klarlägga om cancer orsakades av en jästsvamp enligt en då modern teori, blastomycetteorin. Avhandlingen kunde varken bekräfta eller förkasta teorin slutgiltigt men den bedömdes som intressant och Stecksén fick möjlighet att fortsätta sin forskning. Hennes forskargärning blev emellertid inte långvarig då hon avled 1904 av en infektion som hon kan ha ådragit sig under sitt arbete i laboratoriet.